# Зотов, Александр Иванович
Алекса́ндр Ива́нович Зо́тов (род. 20 июня 1941) — советский, российский дипломат. Чрезвычайный и полномочный посол.
Окончил Московский государственный институт международных отношений (МГИМО) МИД СССР.
С 27 января 1989 по 13 сентября 1994 года — чрезвычайный и полномочный посол СССР, затем Российской Федерации в Сирии.
17 марта 1995 года назначен специальным представителем Президента Российской Федерации по урегулированию кризиса на территории бывшей Югославии.
Женат, имеет двоих детей.